# Marcel Sidetes
Marcel Sidetes o Marcel de Side, en llatí Marcellus Sidetes, en grec antic Μάρκελλος Σιδήτης, fou un poeta grec natural de Side a Pamfília, que va néixer a la part final del segle i i va viure al segle ii en els regnats de Trajà, Hadrià i Antoní Pius.
Va escriure un llarg poema mèdic en vers hexàmetre grec, format per 42 llibres, que l'emperador va ordenar posar a totes les biblioteques de Roma per la consideració que va obtenir, segons la Suda.
En resten un parell de fragments: 
- Περὶ Λυκανθρώπου, De Lycanthropia, conservat en prosa pel metge Aeci, una obra interessant i curiosa.
- Ἰατρικὰ περὶ Ἰχθύων, De Remedïs ex Piscibus, consta d'uns cent versos.[1]